# Tinta invisible

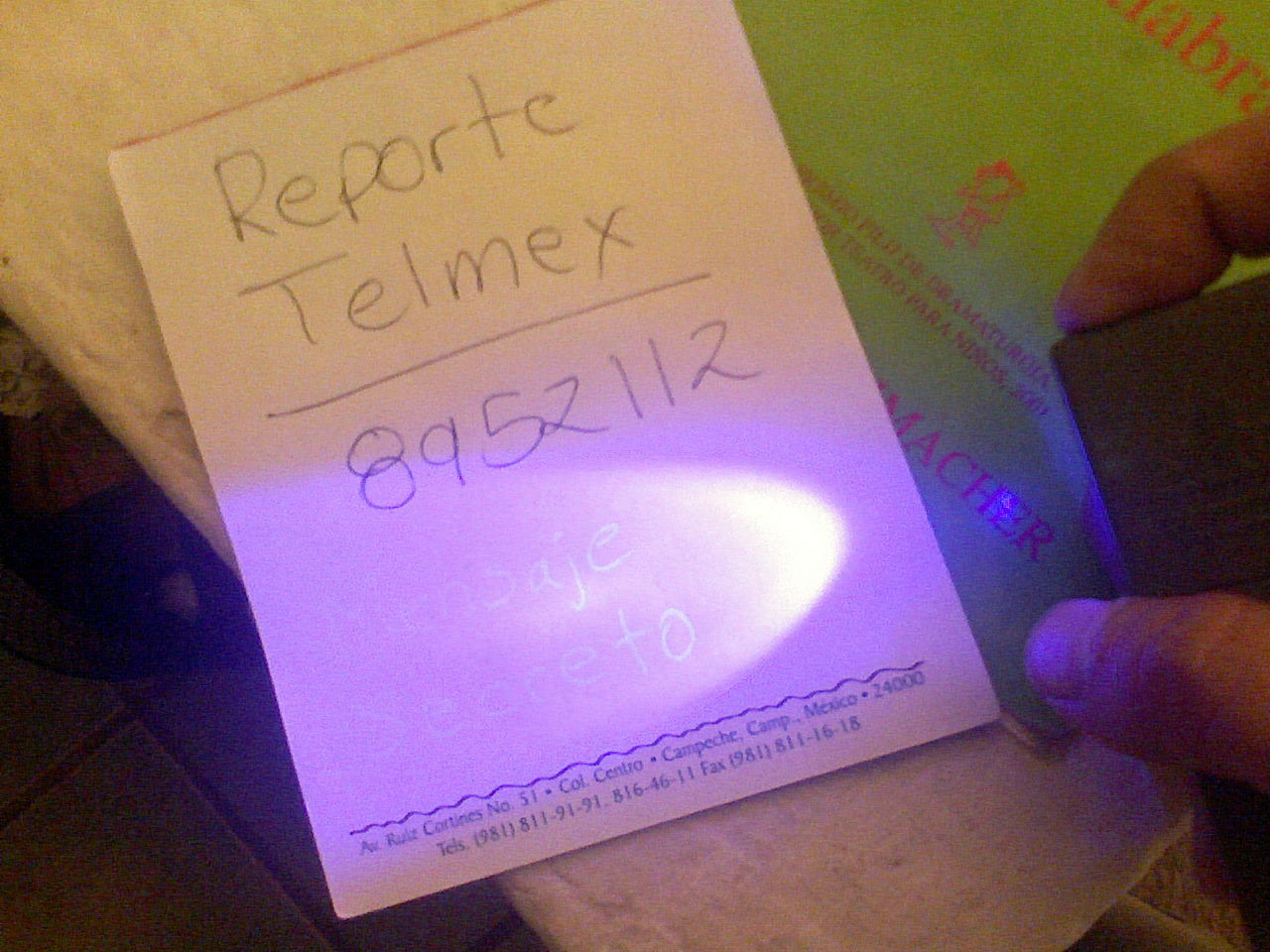
Imagen donde se puede ver un mensaje escrito con tinta invisible que se ve con luz ultravioleta.

Se denomina tinta simpática o tinta invisible a aquella que no se deja ver en el papel en el que se ha escrito hasta que se aplica el reactivo conveniente, calor o agentes químicos. 
Todos los jugos vegetales que contienen goma, mucílago, albúmina o azúcar -- como el zumo de cebolla, de pera, de limón, de naranja, de manzana, etc. --  pueden servir como tintas simpáticas. La huella incolora que dejan al principio, se revela cuando se calienta el papel. La solución extensa de cloruro de cobalto, invisible en frío, reaparece con su color verde o azul en cuanto se calienta el papel. En cuanto se enfría, vuelve a desaparecer. 
Una tinta simpática muy fácil de preparar es la solución de prusiato amarillo, pero basta tocar el papel escrito con un segundo papel impregnado de vitriolo verde (sulfato de hierro (II)) para ver reaparecer el punto en el primero de los caracteres en azul. Esta tinta es indeleble.
Es muy común la del jugo de limón o leche que al aplicar un poco de calor con una vela se torna de color.